# Virtual CD
Das kommerzielle Programm Virtual CD ist ein CD/DVD-Emulator, also eine Software zur Emulation der optischen Laufwerke CD-ROM und DVD-ROM der H+H Software GmbH.

## Allgemeine Angaben
Die sogenannten virtuellen Laufwerke verhalten sich genau wie physische Laufwerke.
Sowohl für den Benutzer als auch für Programme gibt es keinen Unterschied zu tatsächlich vorhandenen Laufwerken. Auch Bedienung und Integration ins Betriebssystem unterscheiden sich nicht von "echten" Laufwerken. Trotzdem können virtuelle Datenträger auch in reale Laufwerke eingelegt werden.
Außerdem können virtuelle Brenner angelegt werden, welche sich wie normale Brenner verhalten, außer dass sie Images erzeugen.
Virtual CD erstellt Abbilder (Images) von CDs und DVDs. Diese lassen sich wie normale Discs in bis zu 23 virtuelle Laufwerke einlegen und benutzen. Das gilt auch für die meisten CDs, die sich aufgrund eines Kopierschutzes nicht kopieren lassen. Außerdem können dabei die Abbilder komprimiert und mit einem Passwort verschlüsselt werden.
Virtual CD kann als Wegbereiter der CD-Emulatoren betrachtet werden. Das Produkt wird seit Mitte der 1990er Jahre verkauft und liegt aktuell in der Version 10 vor.
Virtual CD gibt es sowohl als Einzelplatzversion als auch in netzwerkfähigen Varianten für Client/Server-Netzwerke und Terminalserver-Umgebungen. Für das vereinfachte Management steht zusätzlich der Network Management Server zur Verfügung. Diese Versionen kommen unter anderem in Schulen, Universitäten und Unternehmen zum Einsatz.

## Virtuelle Laufwerke am Notebook
Ein CD/DVD-Emulator ist auch für Notebook-Besitzer sinnvoll. Um unterwegs CDs und DVDs zu nutzen, können virtuelle Laufwerke zur Arbeitserleichterung und zum Stromsparen beitragen. Die Scheiben müssen nicht transportiert und bei Bedarf eingelegt werden, und das stromverbrauchende optische Laufwerk wird nicht benötigt.

## Brennfunktionen – physisch und virtuell
Zusätzlich zu den oben beschriebenen Funktionen bietet Virtual CD auch einen virtuellen Brenner. Dieser bietet die Möglichkeit, auch ohne physisch vorhandenen CD-Brenner virtuelle CDs zu erstellen, um etwa die Brennfunktion eines Programmes zu testen. Diese Funktion eignet sich auch zum Überprüfen einer CD- oder DVD-Zusammenstellung, bevor sie auf echte Medien gebrannt wird. So spart man sich eventuell zahlreiche verbrannte Rohlinge. Zusätzlich zum virtuellen Brenner kann man mit Virtual CD auch physische CDs brennen, wenn ein CD-Brenner vorhanden ist. Auf diesem Weg lassen sich CDs kopieren, Images brennen oder sogenannte Smart Virtual CDs erstellen, die wiederum lauffähige Images enthalten.

## Unterstützte Formate
Virtual CD ist zu zahlreichen ISO-konformen Image-Formaten kompatibel. Das trifft für eine Vielzahl bekannter Image-Formate zu.
Im Einzelnen sind das:
- Alcohol-120%-Images, *.mdf
- BIN-Images, *.bin
- BlindWrite 5 Images, *.b5i
- BlindWrite-Images, *.bwi
- CDRWin Images, *.xmf
- CloneCD-Images, *.img
- Nero-Images, *.nrg
- Standard-ISO-Images, *.iso
- WinOnCD-Images, *.c2d

## Zertifizierter Treiber
Der Treiber von Virtual CD verfügt als einziger CD-Emulator über eine Hardware-Zertifizierung von Microsoft. Die Software trägt daher das Logo »Designed for Windows 7, Windows x64 Edition« bzw. »Designed for Windows Server 2008«.